# Shipper
Shipper (von englisch relationship, ‚Beziehung‘) sind Mitglieder der Fanszene (Fandom) von Fernsehserien, Filmen, Romanen oder Comics, die sich besonders mit der Entwicklung möglicher Liebesbeziehungen zwischen den Figuren befassen. Shipping bezeichnet dementsprechend das Spekulieren über eine sich anbahnende romantische Beziehung oder sexuelle Anziehung zwischen bestimmten Charakteren oder den Wunsch nach einer solchen Beziehung, auch wenn die entsprechende Paarung oftmals von den Autoren des jeweiligen Werks nicht vorgesehen ist und nicht in der „offiziellen“ Handlung („Kanon“) thematisiert wird. Im übertragenen Sinne kann als Shipping auch das Spekulieren über bzw. Erfinden von vermeintlichen Liebesbeziehungen zwischen realen Personen, etwa prominenten Schauspielern oder Musikern, bezeichnet werden.
Der Begriff wird hauptsächlich im Kontext von Internet-Foren für Fans verwendet, in denen sich Shipper, die sich mit dem gleichen Werk befassen, über ihre Vorstellungen austauschen und über den möglichen weiteren Verlauf der ausgewählten Liebesbeziehungen diskutieren. Einige Shipper verfassen selbst literarische Texte (Fan-Fictions) über einen alternativen Handlungsverlauf, in dem das favorisierte Paar zusammenfindet und eine Liebesbeziehung aufbaut. Teilweise werden Videos erstellt – im Falle von Animes Anime Music Videos (AMV) genannt – in denen so genannte „Shippy-Szenen“ (d. h. Szenen, die in der Vorstellung der Shipper eine besondere Zuneigung und Anziehung der Figuren suggerieren) zusammengeschnitten und musikalisch untermalt werden. Sehr beliebt ist es auch, Fan-Arts zu zeichnen, auf denen das jeweilige Lieblingspaar abgebildet ist. Die Motive können von alltäglichen Situationen bis zu expliziten erotischen Darstellungen reichen. Von Fans erstellte Mangas, sogenannte Dōjinshi, thematisieren häufig die Liebesgeschichte von geshippten Figuren. Mittlerweile sind sogar viele Internetseiten zu finden, die sich nur einem bestimmten, fiktiven Pärchen widmen.
Die Macher einzelner Fernsehserien fördern bewusst das Shipping oder beziehen sogar die Vorstellungen der Fans in den „offiziellen“ Handlungsverlauf (Kanon) ein. So wurden in How I Met Your Mother verschiedene Paarungen zwischen den Hauptfiguren durchgespielt. Die South-Park-Schöpfer riefen für die Folge Tweek x Craig die Fans auf, ihre Paar-Zeichnungen der Figuren Tweek Tweak und Craig Tucker einzuschicken. Zum Ende der 22. Staffel der Simpsons durften die Fans über eine neue Partnerin für Ned Flanders abstimmen.

## Herkunft des Begriffes
Es wird vermutet, dass der Begriff „Shipper“ seinen Ursprung in der Fanszene der Fernsehserie Akte X hat. Im Kontext dieser Serie spekulierten einige Fans intensiv über eine romantische Verbindung zwischen den Hauptfiguren Fox Mulder und Dana Scully. Die erste noch nachweisbare Erwähnung des Begriffes ist eine Unterhaltung in einer Usenet-Newsgroup im Mai 1996. Da das Archiv der Google-Groups aber nicht weit genug zurückreicht und der Ausdruck zu diesem Zeitpunkt unter den Akte-X-Fans bereits derart gebräuchlich scheint, geht man davon aus, dass er zum ersten Mal etwa 1994 auftauchte.
Bereits seit den 1970er-Jahren gab es das entsprechende Phänomen – allerdings noch nicht unter der Bezeichnung shipping – bereits in der Star-Trek-Fanszene, in der einige Fans sich eine homoerotische Verbindung zwischen Captain Kirk und Mr. Spock vorstellten. Diese Fankultur-Nische wurde schlicht Kirk/Spock oder kurz slash (‚Schrägstrich‘) genannt.